# Xenija Witaljewna Perowa
Xenija Witaljewna Perowa (russisch Ксения Витальевна Перова; * 8. Februar 1989 in Lesnoi, Russische SFSR, Sowjetunion) ist eine russische Bogenschützin.

## Karriere
Xenija Perowa, die 1999 mit dem Bogenschießen begann und 2005 ihr internationales Debüt gab, erzielte ihren ersten internationalen Erfolg 2008 in Vittel bei den Europameisterschaften, als sie mit der Mannschaft mit dem Recurve-Bogen den dritten Platz belegte. Im Jahr darauf wurde sie mit der Mannschaft auch bei den Hallenweltmeisterschaften in Rzeszów Dritte. 2010 gelang ihr mit der Mannschaft in Rovereto schließlich der Titelgewinn bei den Europameisterschaften. Während sie 2011 ohne Podestplatzierungen bei Meisterschaften blieb, sicherte sie sich 2012 im Einzel sowohl die Bronzemedaille bei den Hallenweltmeisterschaften in Las Vegas als auch die Goldmedaille bei den Europameisterschaften in Amsterdam. Zudem gehörte sie zum russischen Aufgebot bei den Olympischen Spielen in London. Im Einzel erzielte sie in der Platzierungsrunde 659 Punkte und gewann in der Ausscheidungsrunde ihre ersten drei Partien. Erst im Viertelfinale unterlag sie der späteren Olympiasiegerin Ki Bo-bae mit 4:6. Mit der Mannschaft gelang ihr nach Siegen über Großbritannien und Chinese Taipei der Halbfinaleinzug, wo sie gemeinsam mit Kristina Timofejewa und Inna Stepanowa gegen China knapp mit 207 zu 208 unterlag. Im Duell um die Bronzemedaille mussten sie anschließend gegen Japan mit 207 zu 209 eine weitere Niederlage hinnehmen und verpassten so als Vierte einen Medaillengewinn.
In den Jahren nach den Spielen wurde Perowa zweimal Weltmeisterin: zunächst gewann sie den Titel 2015 in Kopenhagen mit der Mannschaft, ehe ihr der Erfolg auch 2017 in Mexiko-Stadt im Einzel gelang. Dazwischen, im Jahr 2016, nahm sie in Rio de Janeiro an ihren zweiten Olympischen Spielen teil. Nach 641 Punkten in der Platzierungsrunde gelang ihr im Einzel in der Ausscheidungsrunde direkt ein Auftaktsieg, schied dann aber bereits in der zweiten Runde gegen ihre Landsfrau Inna Stepanowa mit 3:7 aus. Weitaus erfolgreicher verlief der Mannschaftswettkampf. Aufgrund des zweitbesten Resultats in der Platzierungsrunde startete die russische Mannschaft in der Ausscheidungsrunde direkt im Viertelfinale, in dem sie sich mit 5:4 gegen Indien durchsetzten. Durch den anschließenden 5:3-Erfolg gegen Italien und dem damit verbundenen Finaleinzug stand der Medaillengewinn bereits fest. Im Finalduell unterlagen die Russinnen schließlich Südkorea deutlich mit 1:5, sodass Perowa gemeinsam mit Inna Stepanowa und Tujana Daschidorschijewa die Silbermedaille erhielt. Bei den 2021 ausgetragenen Olympischen Spielen 2020 in Tokio gewann Perowa im Mannschaftswettbewerb erneut die Silbermedaille. Im selben Jahr wurde sie mit der Mannschaft in Antalya nochmals Europameisterin.